# HD Radio

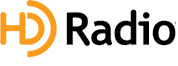
Логотип HD Radio

HD Radio — трансляція пакетного сигналу, цифрового і аналогового. Крім того, однією зі складових HD Radio є багатоканальна трансляція: одночасна трансляція на одній частоті сигналу на різних мовах, розмовний і музичний канали. Але однією з головних особливостей передачі цифрового сигналу є можливість передачі текстової інформації, наприклад, про пробки, дорожні роботи, курси валют, заголовки пісень і багато іншого.
Головна ідея HD Radio полягає в трансляції сигналу з частотою деталізації компакт-диска, AM (амплітудна модуляція) звучить також як FM (частотна модуляція): немає ані перешкод, ані шуму. У США більше 3000 радіостанцій перейшли на формат HD Radio. Одним з перших виробників автомобілів, який почав пропонувати опціонально установку приймача HD Radio, була компанія BMW в 2007 році. Постійно випускаються пристрої, що дозволяють прослуховувати HD Radio будинку.